# Аквалема (Авелино)
Аквалема (итал. Acqualemma) је насеље у Италији у округу Авелино, региону Кампанија.
Према процени из 2011. у насељу је живело 57 становника. Насеље се налази на надморској висини од 674 м.